# قرقین
قرقین (به لاتین: Qarqin) یک منطقهٔ مسکونی در افغانستان است که در ولسوالی قرقین واقع شده‌است. قرقین بیش از ۵۰۰۰۰ نفر جمعیت دارد و ۲۴۹ متر بالاتر از سطح دریا واقع شده‌است.